# Michery
Michery es una localidad y comuna francesa situada en la región de Borgoña, departamento de Yonne, en el distrito de Sens y cantón de Pont-sur-Yonne.

## Demografía
| 1 014 | 1 071 | 1 022 | 1 038 | 1 081 | 1 077 | 1 100 | 1 104 | 1 053 | 1 067 | 1 066 | 1 013 | 970 | 981 | 934 | 887 | 836 | 804 | 750 | 705 | 651 | 634 | 642 | 617 | 558 | 521 | 503 | 549 | 529 | 571 | 718 | 845 | 981 |
| Para los censos de 1962 a 1999 la población legal corresponde a la población sin duplicidades (Fuente: INSEE [Consultar]) |       |       |       |       |       |       |       |       |       |       |       |     |     |     |     |     |     |     |     |     |     |     |     |     |     |     |     |     |     |     |     |     |